# Ольховка (Ірбітський міський округ)
Ольхо́вка (рос. Ольховка) — присілок у складі Ірбітського міського округу Свердловської області.
Населення — 8 осіб (2010, 17 у 2002).
Національний склад населення станом на 2002 рік: росіяни — 94 %.